# シュタッフホルスト
シュタッフホルスト (ドイツ語: Staffhorst) は、ドイツ連邦共和国ニーダーザクセン州ディープホルツ郡に属す町村（以下、本項では便宜上「町」と記述する）である。この町は、ジーデンブルクに本部を置くザムトゲマインデ・ジーデンブルクに属している。

## 地理
シュタッフホルストは、ヴィルデスハウザー・ゲースト自然公園とシュタインフーダー・メーア自然公園との間、ズーリンゲンに近い、ジーデンブルク、アーゼンドルフ、ヴィーツェンおよびボルステルのほぼ中間に位置している。
町域は4つの地区からなる。シュタッフホルスト、ディーンストボルステル、ハールベルゲン、ユプゼンである。

## 歴史
シュタッフホルストの地名の由来は明かではないが、高地ドイツ語流入の過程で生じた造語であると考えられている。元々の地名 Stooster は、おそらく「堰のある場所」を意味する低地ドイツ語に由来し、現在も低地ドイツ語を愛用する人たちに用いられている。
アナ・フォン・シュタッフホルストは、城吏アンドレアス・フォン・ランゲンと結婚したヒスケ・フォン・フレーゼの母親としてその名が伝えられている。彼女の名前は、そのルーツを示していると考えられる。
シュタッフホルストは、2015年にコンテスト「Unser Dorf hat Zukunft」（直訳: 我らが村には将来がある）の「小集落および農場」部門で1位を受賞した。

### 町村合併
1974年3月1日に隣接していた自治体ディーストボルステルが合併した。

## 行政

### 議会
シュタッフホルストの議会は7議席からなる。

### 首長
2011年9月11日、ゲルト・リューショウが名誉職の町長に選出された。彼は2021年3月10日の町議会出席中に辞任した。町長代理をウーヴェ・ザウアーが務めている。

### 紋章
図柄: 黒い縦線で左右二分割。さらに向かって左側は上下に分割されている。向かって左上は緑地に斜め帯状に配置された3本の金色のクローバーの葉。その下は金地に、直立して下部が胸板でつながった赤い爪を持つ黒いクマの腕。向かって右側は赤地に金色の教会塔。

## 文化と見所

### 演劇
シュタッフホルストでは地元の低地ドイツ語演劇グループの劇場公演が毎年開催され、人気が高まっている。

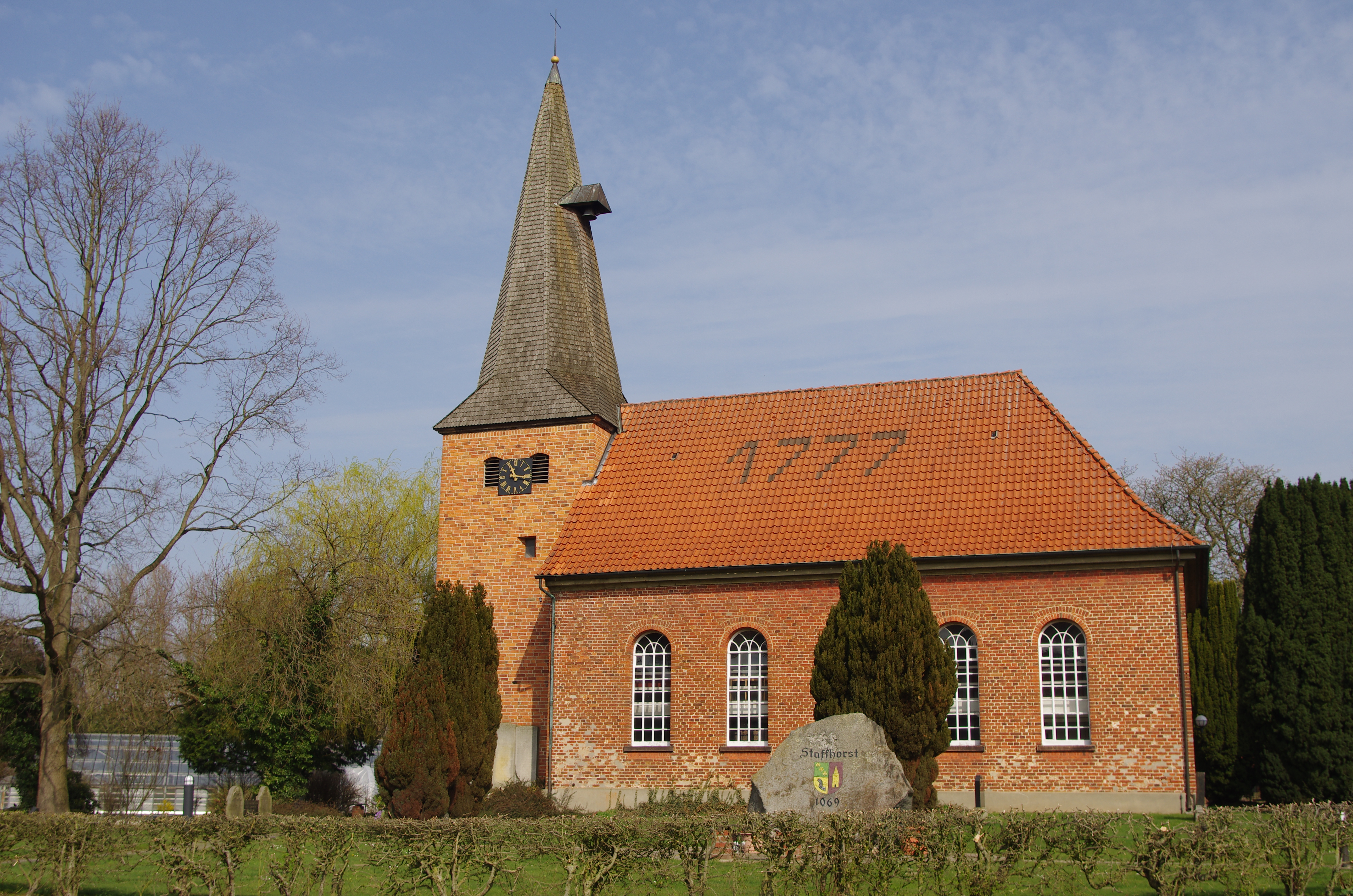
シュタッフホルストの教区教会

### 建築
- かつての屋外プールは現在、消防団の防火用貯水槽となっている。旅館「ヴォルタース」でも販売されていた古い絵はがきには、プール時代の画像が描かれている。

シュタッフホルストの建築文化財リストには12件の建造物が記述されている。たとえば以下のものがある。
- 教会、1777年に記録されている。

### スポーツ
シュタッフホルストでは、スポーツ活動は主に消防団と SV シュタッフホルストによって組織されている。このクラブのジュニアサッカーチームは、地域を超えたサッカー協会 SBS キッカースに組み込まれており、ジーデンブルク、ボルステル、メリングハウゼン、シュタッフホルストでゲームを行っている。SV シュタッフホルストにはサッカーチームの他に卓球部門、低地ドイツ語演劇部門があり、さらにノルディックウォーキング、腰痛体操、スポートバッジの取得などの活動も行っている。U-19およびU-21ドイツ代表に選出され、ハノーファー96、SCフライブルク、アイントラハト・フランクフルト、SVダルムシュタット98に所属したヤン・ローゼンタールは、SV シュタッフホルストのサッカー部門の出身である。

### 年中行事
射撃祭、収穫祭、9日間のスポーツ週間の他に、毎年8月の第1土曜日に旅館「ヴォルタース」で開催される「アイリッシュ＝オープン＝エアー」アーベントが有名で、国外からの観光客をシュタッフホルストに惹き付けている。

## 経済と社会資本
- 屋根葺きマイスターのアンドレ・リーヒャース
- 家具製造フリッツ・シュレマーマイヤー
- 家具製造マインハルト・グラーフェ
- プライン・バス運行会社: この家族企業はこの町と周辺町村のアーゼンドルフ、ブルーフハウゼン＝フィルゼン、ニーンブルク/ヴェーザー、ズーリンゲンとを結ぶ公共旅客近郊交通において重要な地位を占めている。
- ヴリッセンベルク自動車学校
- ワン・ポイント・デザイン。グラフィック・デザインエージェント。
- ハールベルゲン・ヨガ・リトリート・センター